# Helena Jaumà
Helena Jaumà Lluch (23 febbraio 1997) è una nuotatrice artistica spagnola.

## Palmarès
- Europei

Londra 2016: bronzo nella gara a squadre.
- Giochi europei

Baku 2015: argento nel libero combinato e nella gara a squadre.